# Philip Ernest Bowden-Smith
Philip Ernest Bowden-Smith, britanski general, * 1891, † 1964.